# Тоннель в небе
«Тоннель в небе» или «Туннель в небе» (англ. Tunnel in the Sky) — научно-фантастический роман Роберта Хайнлайна 1955 года. Роман рассказывает о сложностях развития и природе человека как социального животного.

## Сюжет
Старшеклассник Род Уокер решает принять участие в испытании, организованном школой для выпускников — в финальном экзамене по одиночному выживанию. Каждый ученик должен пройти через туннель, соединяющий две пространственные координаты. По внешнюю сторону портала может оказаться совершенно незнакомая местность, другой климат, другая жизнь. Ограничений на характер снаряжения, которое можно взять с собой, и на его количество нет. По правилам экзамена необходимо остаться в живых в течение нескольких суток, пока портал не откроется снова.
Местом испытания оказывается планета земного типа с наличием обильной растительности и опасными животными. Роду удаётся провести первую ночь на дереве прежде, чем он находит друзей и пещеру для дальнейшего проживания. Проходит больше обозначенного правилами экзамена времени, и Род понимает, что возвращение в родной мир сорвано, так что надо организовывать поселение и строить планы в создавшихся условиях.
С этого времени на плечи Рода валятся все трудности, которые сопровождают организацию общины из знакомых и незнакомых людей, желающих выжить. Постоянные размолвки между членами поселения, условное разделение на две группы по старшинству, создание плана собраний, комитетов, конституции. Город живёт и развивается. Многие женятся и обзаводятся своими жилищами. Большинством голосов избирается новый глава поселения. Затем Род отправляется исследовать местность для возможности переезда колонии в более безопасное место, обнаруживает берег моря, заваленный костями, и большой пещерный город, давно покинутый его прежними жителями. Начинается миграция опасных животных, и новый мэр, Гранд Каупер, погибает. Город называют в честь погибшего — Каупер-таун, а Рода вновь избирают главой.
Спустя годы, когда цивилизация Каупер-тауна уже набирает обороты, и город можно называть сформировавшимся и защищённым, открывается портал на Землю. Все покидают поселение. Только Род, как мэр Каупер-тауна, остаётся. Его сестра и мастер Мэдсон, преподаватель одиночного выживания, проходят через портал и заставляют его понять, что есть смысл вернуться на Землю, доучиться в школе и создавать своё будущее.
Роман заканчивается описанием большой процессии из повозок колонистов, которые становятся перед порталом на новую, неизведанную планету, чтобы начинать её осваивать. И во главе этого каравана находится Род Уокер, сильно взволнованный открывающимся сквозь туннель видом на новые земли и готовый к новым испытаниям.

## Темы
В романе значительное место отведено раскрытию вопроса истинной человеческой природы, проявляющейся при изоляции группы людей. Некоторые из студентов стали жертвами собственной глупости и самонадеянности, некоторые оказались просто преступниками, жаждущими грабить и убивать. В то же время демонстрируется наличие социального начала, которое придаёт смысл человеческому существованию. Многочисленные политические кризисы молодой колонии иллюстрируют необходимость наличия легитимности у власти для реального контроля над гражданами. Необычным для того времени было наличие нескольких умных и компетентных женских персонажей, порой ничем не уступающих мужчинам. Персонаж романа Джок МакГоуэн называет Рона «чоло», уничижительным термином для кого-то из его латиноамериканских предков.